# Alvise Vivarini
Alvise Vivarini (* Murano, 1442. - † Venecija oko 1505.), je venecijanski slikar na prijelazu gotike u renesansu, iz poznate porodice Vivarini uz Giovannija Bellinija najpoznatiji slikar grada na laguni.

## Životopis
Alvise Vivarini je bio sin Antonija Vivarinija i nećak Bartolomea Vivarinija poznatih venecijanskih slikara, koji su vodili dobro uhodanu slikarsku bottegu u drugoj polovici 15. stoljeća. Slikarstvu su ga učili otac i stric, njegovi rani radovi otkrivaju utjecaj Giovannija Bellinija i Lazzara Bastianija, u svom kasnijem radu upoznao se s padovanskim slikarstvom i djelom Mantegne i pao pod njegov utjecaj.
Najranije djelo Alvisa Vivarinia je oltarna pala Poklonstvo Kristu iz 1475. za samostan Montefiorentino (Marche). Između 1483. – 1485. godine radio je u Južnoj Italiji, slikajući oltarne slike u Barletti (1483.) i Napulju (1485). 
Zajedno s Giovannijem Bellinijem je 1488., radio je na slikama (danas izgubljenima) za Duždevu palaču u Veneciji (Salone del Gran Consiglio). Njegovo posljednje djelo je oltarna pala, za crkvu  Santa Maria dei Frari u Veneciji koju je započeo slikati 1503., ali je umro pa ju je završio Marco Basaiti.
U odnosu na svog oca i strica, Alvise Vivarini je najviše držao korak s vremenom, ugledavši se na ranorenesansne padovanske slikare Mantegnu i Messinu. On se najviše odmaknuo od venecijanskog ukusa toga vremena, kao što to zorno pokazuje Portret nepoznatog muškarca iz 1497., (danas u National Gallery London) koji je strogo individualiziran pravi renesansni psihološki portret. Ipak njegove slike još nemaju prozračnost i mekoću sjena kao kod njegova uzora Antonella da Messina, već su ostale pomalo tvrde i ukočene.
Njegove slike, danas se čuvaju u brojnim muzejima širom svijeta; 
- Bode Museum (Berlin),
- National Gallery of Art (Washington D.C.),
- National Gallery, London,
- Gallerie dell'Accademia (Venecija),
- Museo Poldi Pezzoli (Milano),
- Pinacoteca di Brera (Milano) i brojnim drugim.

## Galerija slika
- Raspeće, 1469. – 1471.
- Trijumfalna kapija za dužda Niccola Trona
- Portret muškarca, National Gallery London
- Madona s djetetom i četiri sveca
- Oltarna pala-Duhovi, oko 1478, Bode Museum (Berlin)
- Madonna col Bambino, (1485-90)
- Cristo benedicente (1494)
- Cristo risorto, 1497-98

## Također pogledati
- Bartolomeo Vivarini
- Antonio Vivarini

## Vanjske poveznice
- Alvise Vivarini na portalu Encyclopædia Britannica (engl.)